# Hans-Friedrich Lenz
Hans-Friedrich Lenz (* 29. August 1902 in Wackernheim; † 24. März 1996 in Gießen) war ein deutscher Pfarrer und Mitglied der evangelischen Bekennenden Kirche, die sich gegen die staatliche Einflussnahme in kirchliche Belange während der Zeit des Nationalsozialismus zur Wehr setzte. Er war gleichzeitig Mitglied der NSDAP und später der SS.

## Leben
Hans-Friedrich Lenz wurde 1902 als Sohn des Pfarrers Philipp Otto Lenz (1874–1968) geboren und wirkte bis zu seinem Tod 1996 als Pfarrer, Dekan und Schriftsteller.
Verheiratet war Lenz 55 Jahre lang mit Eleonore Waas, mit der er zwei Söhne und eine Tochter hatte.

## Vor dem Zweiten Weltkrieg
Lenz wuchs in einem deutschnational denkenden Elternhaus auf. Bereits 1921 trat er zu Beginn seines Studiums der evangelischen Theologie in Gießen dem Verein Deutscher Studenten (VDSt) bei. Zum Wintersemester 1921/22 wechselte er nach Tübingen, wo auch der spätere Bischof Kurt Scharf (1902–1990) zu seinen Studienkollegen gehörte. Lenz war darüber hinaus seit 1922 Mitglied des Wiking-Bunds und wollte sich 1923 am Hitler-Ludendorff-Putsch beteiligen. Die Reichswehr verweigerte die zuvor versprochenen Waffen. Lenz trat daraufhin wieder aus dem Wiking-Bund aus.
1925 bestand er das 1. theologische Examen, 1926 das zweite theologische Examen. Nach einem Aufenthalt am Prediger-Seminar in Hersfeld 1925–1926 wurde er im Mai 1926 ordiniert. Als Pfarrassistent von Ober-Ramstadt wurde Lenz 1927 als Pfarrerassistent an die Johanniskirche in Mainz versetzt. 1929 wurde er Pfarrer von Münzenberg in der hessischen Wetterau.
Zum 1. Juli 1930 trat er der NSDAP bei (Mitgliedsnummer 272.497). Nach eigenen Angaben bewog ihn hierbei die Absicht „als Mitglied in Partei und SA-Reserve bessere Gelegenheit zur Verkündigung des Evangeliums zu bekommen“, was aber nach anfänglichen Erfolgen scheiterte. 1935 wurde er aus der SA-Reserve und 1939 wegen „Zuwiderhandlung gegen die Bestrebungen der NSDAP“ aus der NSDAP ausgeschlossen.
1933 schloss sich Lenz der Bekennenden Kirche an, die sich gegen die staatliche Einflussnahme in kirchliche Belange während der Zeit des „Dritten Reichs“ zur Wehr setzte. Von 1935 bis 1940 war Lenz Mitglied im Landesbruderrat der Bekennenden Kirche.

## Im Zweiten Weltkrieg
Am 20. Mai 1938 wurde Lenz verhaftet, weil er mit einem Flugblatt gegen die Einweisung Martin Niemöllers in das Konzentrationslager Sachsenhausen protestiert hatte. Das sich anschließende Sondergerichtsverfahren wegen der „Verbreitung von Hetzschriften“ wurde durch Gnadenerlass 1941 eingestellt.
Am 17. April 1940 wurde Lenz im Rang eines Feldwebels zur Luftnachrichtentruppe der Wehrmacht eingezogen. Da er schon nach kurzer Zeit als Flugwache auf der Münzenberger Burg eingesetzt wurde, blieb er seiner Kirchengemeinde erhalten, bis er im Juli 1944 zum Flugplatz Hagenow abkommandiert wurde. Nach einem Aufenthalt auf dem Truppenübungsplatz Jüterbog und einem Katastropheneinsatz in den Junkersflugzeugwerken bei Dessau wurde er nach Überstellung zur Waffen-SS am 17. August 1944 SS-Oberscharführer des SS-Totenkopfbanns Flossenbürg und als Kommandanturschreiber zum Außenlager Hersbruck des KZ Flossenbürg abkommandiert. Nach eigenen Angaben gelang es ihm dort, die Zustände für die Gefangenen zu verbessern und einige Häftlinge vor dem Tod zu bewahren.

## Nach dem Zweiten Weltkrieg
Lenz kehrte am 30. Juni 1945 aus der Kriegsgefangenschaft heim und wirkte wieder im Gemeindedienst. Nach dem Urteil der Spruchkammer Friedberg wurde er am 1. Oktober 1946 als „Mitläufer“ eingestuft, wegen seiner Mitgliedschaft in der NSDAP und der Zugehörigkeit zur Waffen-SS war eine Einstufung als „Entlasteter“ nicht möglich.
Von 1950 bis zu seiner Pensionierung 1968 war er Dekan des Dekanats Hungen. Als Mitglied der Kirchensynode war er 1969 bis 1981 Vorsitzender der Kommission zur Erforschung des Kirchenkampfes der Evangelischen Kirche in Hessen und Nassau. Daneben war er über 20 Jahre Vorstandsvorsitzender des Kinderheims Arnsburg.
Über seine Zeit in der Bekennenden Kirche und seinen Einsatz in Hersbruck veröffentlichte er 1982 das Buch „Sagen Sie Herr Pfarrer, wie kommen Sie zur SS?“ Eine umfangreiche Korrespondenz zwischen Lenz und ehemaligen Häftlingen befindet sich heute im Stadtarchiv Hersbruck. In den Nachkriegsprozessen in Dachau und Nürnberg trat er als Zeuge der Staatsanwaltschaft auf und half den Ermittlungsbehörden bis Ende der 1960er Jahre als Zeuge.

## Werke
- „Sagen Sie, Herr Pfarrer, wie kommen Sie zur SS?“. Bericht eines Pfarrers der Bekennenden Kirche über seine Erlebnisse im Kirchenkampf und als SS-Oberscharführer im Konzentrationslager Hersbruck. 3. überarbeitete Auflage, Brunnen-Verlag, Giessen und Basel 1989 (ABC-team; 3391) ISBN 3-7655-3391-2